# Deep Space 2
La missione Deep Space 2, che fa parte del programma NASA New Millennium, venne lanciata nel 1999 ed era costituita da due mini sonde molto avanzate da inviare su Marte. Erano state progettate per essere i primi oggetti a penetrare sotto la superficie di un altro pianeta e furono le prime ad utilizzare solamente l'aeroshell per ridurre la velocità di impatto, senza fare uso di paracadute o motori.

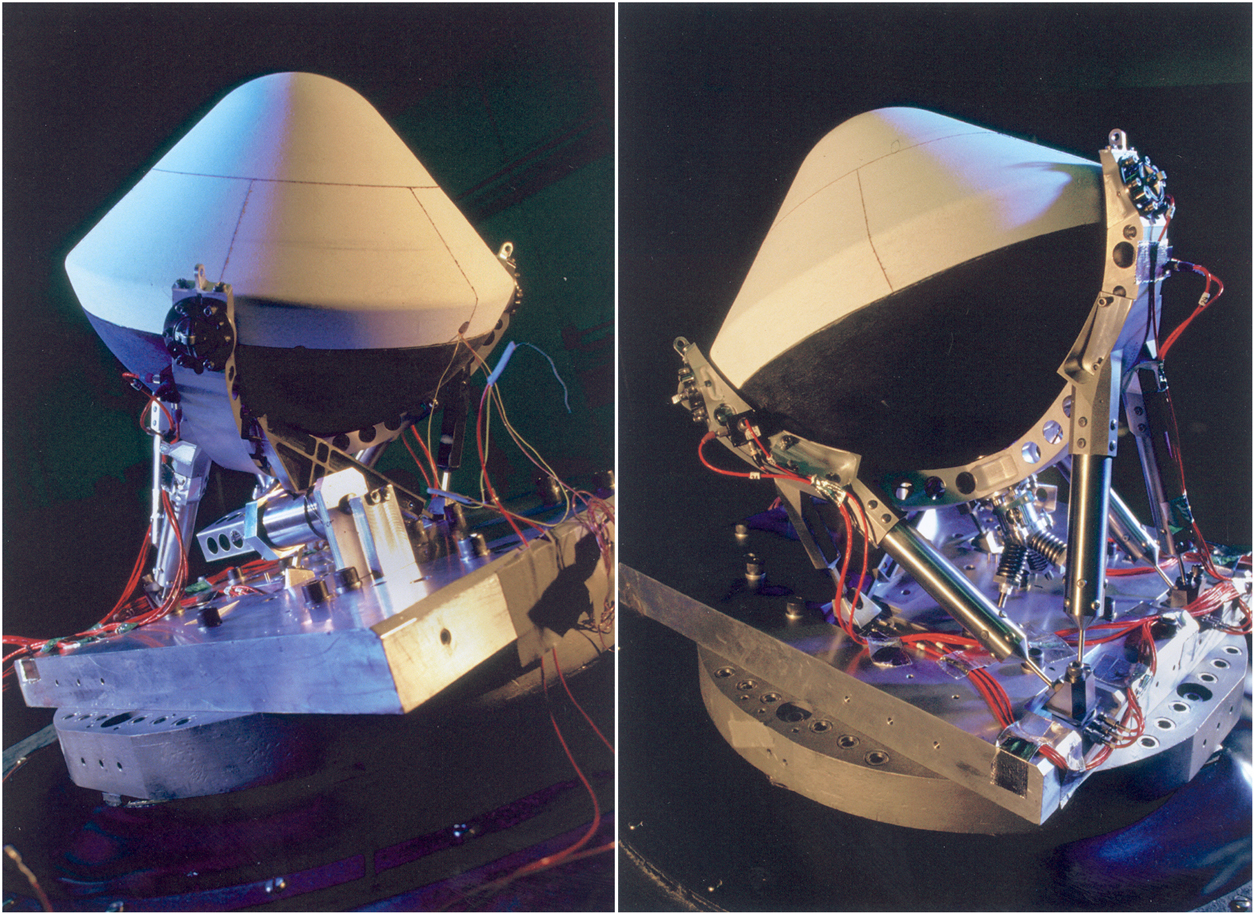
Sonde con scudo termico

Ogni sonda pesava circa 2.4 kg ed era incapsulata in un aeroshell protettivo. Esse giunsero su Marte a bordo della sonda Mars Polar Lander e vennero lanciate sul pianeta sopra la regione polare sud il 3 dicembre 1999. Attraversarono l'atmosfera marziana e giunsero al suolo ad una velocità di circa 644 km/h. Una volta impattate, il guscio era progettato per aprirsi e liberare le sonde, che avrebbero dovuto separasi in due parti. La parte inferiore, detta "forebody" sarebbe penetrata di circa 0,6 metri attraverso il terreno, mentre la parte superiore, detta "aftbody" sarebbe rimasta sulla superficie per trasmettere i dati alla sonda Mars Global Surveyor in orbita attorno a Marte, la quale avrebbe inviato i dati a Terra. Le due parti della sonda sarebbero rimaste in contatto attraverso un cavo dati.

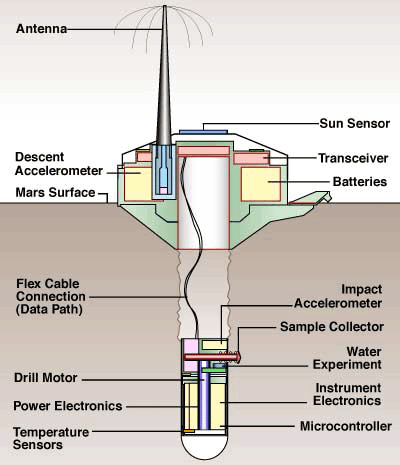
Componenti delle sonde

Le sonde raggiunsero Marte apparentemente senza incidenti, ma le comunicazioni non vennero mai stabilite dopo l'atterraggio. Non è nota la causa del problema, anche se le indagini compiute in seguito suggerirono alcune ipotesi:
- scarsa possibilità di sopravvivenza all'impatto dell'equipaggiamento radio delle sonde
- possibilità di aver impattato su un terreno troppo roccioso per restare in funzione
- insufficienza di energia delle batterie, caricate un anno prima del lancio e mai più controllate